# Laguna del Diamante (Provinz Catamarca)
Die Laguna del Diamante ist ein See in der argentinischen Provinz Catamarca.

## Lage
Die Laguna del Diamante liegt auf dem Hochplateau Puna im Nordwesten Argentiniens. Die Region ist auf Grund der Höhe und kaum vorhandener Infrastruktur nur sehr dünn besiedelt. Die Laguna del Diamante ist Teil des Biosphärenreservats Laguna Blanca und befindet sich im Cerro Galán, einer der größten Calderen der Welt.

## Eigenschaften
Auf Grund der geographische Höhe des Sees ist die Ultraviolettstrahlung 40 % intensiver als im Tiefland. Zudem ist der pH-Wert des Sees mit pH 11 deutlich im alkalischen Bereich. Messungen ergaben hohe Konzentrationen von Arsen und Salz in der Laguna del Diamante. Die gemessene Salzkonzentration übersteigt die Salzkonzentration im Meerwasser um das Fünffache, der Arsengehalt die für Trinkwasser zulässigen Werte um das 20.000fache. Im See wurden bisher nicht identifizierte Mikroben und Mineralien gefunden. Am Ufer leben Flamingos, die resistent gegenüber diesen Einflüssen sind.

## Biota
Obwohl der See die beschriebenen, lebensfeindlichen Bedingungen aufweist, gibt es Lebensformen, die sich ihnen angepasst haben. Diese Tatsache ist von großem wissenschaftlichen Interesse, da die Gegebenheiten im See Parallelen zu den Lebensbedingungen aufweisen, die während der Entstehung des Lebens auf der Erde vorherrschten. Daher erhoffen sich Wissenschaftler Erkenntnisse über die ersten Lebensformen auf der Erde.

### Mikroorganismen
In dem See leben Mikroben, Algen und Bakterien, die den schwierigen Bedingungen gewachsen sind. Dabei wurden vor allem Mikroorganismen aus der Domäne Archaeen identifiziert, zudem einige Bakterien. Explizit wurden knapp 20 verschiedene Gattungen der Haloarchaea, sowie mehrere anaerobe Bakterien, unter anderem aus der Klasse der Clostridia, identifiziert. Forscher fanden sie unter anderem an Steinen in der Laguna del Diamante, auf denen sich sogenannte mikrobielle Matten, mehrschichtige Strukturen aus Mikroorganismen, gebildet hatten. Zur genetischen Charakterisierung der Mikroorganismen arbeiten Biologen an der Sequenzierung der Bakteriengenome. Dadurch können Plasmide und Enzyme der Mikroorganismen, die eventuell Verwendung in der Biotechnologie finden können, isoliert werden. Unter anderem erhoffen sich die Wissenschaftler durch die Untersuchung der Mikroorganismen, neue Antioxidantien und Verbindungen zu entdecken, die in der Lage sind Ultraviolettstrahlung zu filtern.

### Fauna
Regelmäßig suchen Flamingos den See auf, die sich von den dortigen Mikroorganismen ernähren.